# Кувиг
Кувиг (таб. Ккувигъ) — село в Хивском районе республики Дагестан. Входит в состав Ляхлинского сельского поселения.

## География
Село расположено в 13,5 км к северу от райцентра с. Хив.

## Население
| 1895 | 1926 | 1939 | 1970 | 1989 | 2002 | 2010 |
| ---- | ---- | ---- | ---- | ---- | ---- | ---- |
| 246  | ↗266 | ↘217 | ↘168 | ↘102 | ↘58  | ↗99  |
| 2021 |      |      |      |      |      |      |
| ↘92  |      |      |      |      |      |      |